# Quartet de corda núm. 13 (Weinberg)
El Quartet de corda núm. 13, op. 118, fou compost per Mieczysław Weinberg el 1977. El va dedicar al Quartet Borodín. Consta d'un únic moviment amb una durada de 14 minuts.
No es va estrenar fins al 6 de novembre de 1999 i ho va fer el Quartet Romantik a Moscou.
El 1977, Weinberg feia set anys que no componia un quartet, des del Dotzè, dedicat també al Quartet Borodín. Era també el primer que escrivia després de la mort del seu amic Xostakóvitx dos anys abans. Weinberg reuneix els quatre temps tradicionals en un únic bloc, connectats entre si mitjançant referències temàtiques. La seva atmosfera, enigmàtica i estripada, recorda les últimes obres del seu amic recentment mort.